# Zlatá palma
Zlatá palma (francouzsky Palme d'Or) je nejvyšší ocenění udílené na Filmovém festivalu v Cannes. Bylo zavedeno organizační komisí v roce 1955.
V letech 1939 až 1954 se nejvyšší ocenění nazývalo Velká cena mezinárodního filmového festivalu (Grand Prix du Festival International du Film). V letech 1964 až 1974 pak Velká cena festivalu (Grand Prix du Festival).

## Držitelé ocenění

### Velká cena mezinárodního filmového festivalu (1939–54)
| rok  | film                                                 | režisér                         | státní příslušnost režiséra (v době premiéry filmu) |
| ---- | ---------------------------------------------------- | ------------------------------- | --------------------------------------------------- |
| 1939 | Union Pacific                                        | Cecil B. DeMille                | Spojené státy                                       |
| 1946 | Hets (Hets)                                          | Alf Sjöberg                     | Švédsko                                             |
| 1946 | Ztracený víkend                                      | Billy Wilder                    | Spojené státy                                       |
| 1946 | The Red Meadows (De røde enge)                       | Bodil Ipsen a Lau Lauritzen Jr. | Dánsko                                              |
| 1946 | Pouto nejsilnější                                    | David Lean                      | Spojené království                                  |
| 1946 | María Candelaria (Portrait of Maria)                 | Emilio Fernández                | Mexiko                                              |
| 1946 | Neecha Nagar (नीचा नगर)                                | Chetan Anand                    | Indie                                               |
| 1946 | The Turning Point (Великий перелом, Velikiy perelom) | Fridrich Ermler                 | Sovětský svaz                                       |
| 1946 | La symphonie pastorale                               | Jean Delannoy                   | Francie                                             |
| 1946 | The Last Chance (Die Letzte Chance)                  | Leopold Lindtberg               | Rakousko                                            |
| 1946 | Muži bez křídel (Muži bez křídel)                    | František Čáp                   | Československo                                      |
| 1946 | Řím, otevřené město (Roma, città aperta)             | Roberto Rossellini              | Itálie                                              |
| 1947 | nebylo uděleno                                       | nebylo uděleno                  | nebylo uděleno                                      |
| 1948 | nepořádalo se                                        | nepořádalo se                   | nepořádalo se                                       |
| 1949 | Třetí muž                                            | Carol Reed                      | Spojené království                                  |
| 1950 | nepořádalo se                                        | nepořádalo se                   | nepořádalo se                                       |
| 1951 | Slečna Julie (Fröken Julie)                          | Alf Sjöberg                     | Švédsko                                             |
| 1951 | Zázrak v Miláně (Miracolo a Milano)                  | Vittorio De Sica                | Itálie                                              |
| 1952 | Othello                                              | Orson Welles                    | Spojené státy                                       |
| 1952 | Za dva groše naděje (Due soldi di speranza)          | Renato Castellani               | Itálie                                              |
| 1953 | Mzda strachu (Le salaire de la peur)                 | Henri-Georges Clouzot           | Francie                                             |
| 1954 | Brána pekel (地獄門, Jigokumon)                      | Teinosuke Kinugasa              | Japonsko                                            |

### Zlatá palma (1955–63)
| rok  | film                                               | režisér                             | státní příslušnost režiséra (v době premiéry filmu) |
| ---- | -------------------------------------------------- | ----------------------------------- | --------------------------------------------------- |
| 1955 | Marty                                              | Delbert Mann                        | Spojené státy                                       |
| 1956 | Svět ticha (Le monde du silence)                   | Jacques-Yves Cousteau a Louis Malle | Francie                                             |
| 1957 | Přesvedčení                                        | William Wyler                       | Spojené státy                                       |
| 1958 | Jeřábi táhnou (Летят журавли, Leťat žuravli)       | Michail Kalatozov                   | Sovětský svaz                                       |
| 1959 | Černý Orfeus (Orfeu Negro)                         | Marcel Camus                        | Francie                                             |
| 1960 | Sladký život                                       | Federico Fellini                    | Itálie                                              |
| 1961 | Tak dlouhá nepřítomnost (Une aussi longue absence) | Henri Colpi                         | Francie                                             |
| 1961 | Viridiana                                          | Luis Buñuel                         | Španělsko                                           |
| 1962 | Dané slovo                                         | Anselmo Duarte                      | Brazílie                                            |
| 1963 | Gepard (Il gattopardo)                             | Luchino Visconti                    | Itálie                                              |

### Velká cena mezinárodního filmového festivalu (1964–74)
| rok  | film                                                                | režisér                             | státní příslušnost režiséra (v době premiéry filmu) |
| ---- | ------------------------------------------------------------------- | ----------------------------------- | --------------------------------------------------- |
| 1964 | Paraplíčka ze Cherbourgu (Les parapluies de Cherbourg)              | Jacques Demy                        | Francie                                             |
| 1965 | Fortel, a jak ho získat                                             | Richard Lester                      | Spojené království                                  |
| 1966 | Muž a žena (Un homme et une femme)                                  | Claude Lelouch                      | Francie                                             |
| 1966 | Dámy a pánové (Signore e signori)                                   | Pietro Germi                        | Itálie                                              |
| 1967 | Zvětšenina                                                          | Michelangelo Antonioni              | Itálie                                              |
| 1968 | zrušeno kvůli událostem května 1968                                 | zrušeno kvůli událostem května 1968 | zrušeno kvůli událostem května 1968                 |
| 1969 | Kdyby...                                                            | Lindsay Anderson                    | Spojené království                                  |
| 1970 | MASH                                                                | Robert Altman                       | Spojené státy                                       |
| 1971 | Posel                                                               | Joseph Losey                        | Spojené státy                                       |
| 1972 | La classe operaia va in paradiso (La classe operaia va in paradiso) | Elio Petri                          | Itálie                                              |
| 1972 | Případ Mattei (Il caso Mattei)                                      | Francesco Rosi                      | Itálie                                              |
| 1973 | Námezdní síla                                                       | Alan Bridges                        | Spojené království                                  |
| 1973 | Strašák                                                             | Jerry Schatzberg                    | Spojené státy                                       |
| 1974 | Rozhovor                                                            | Francis Ford Coppola                | Spojené státy                                       |

### Zlatá palma (1975–současnost)
| rok  | film                                                            | režisér                                     | státní příslušnost režiséra (v době premiéry filmu) |
| ---- | --------------------------------------------------------------- | ------------------------------------------- | --------------------------------------------------- |
| 1975 | Chronique des années de braise (Chronique des années de braise) | Mohammed Lakhdar-Hamina                     | Alžírsko                                            |
| 1976 | Taxikář (film)                                                  | Martin Scorsese                             | Spojené státy americké                              |
| 1977 | Padre Padrone                                                   | Paolo Taviani a Vittorio Taviani            | Itálie                                              |
| 1978 | Strom na dřeváky (L'albero degli zoccoli)                       | Ermanno Olmi                                | Itálie                                              |
| 1979 | Apokalypsa                                                      | Francis Ford Coppola                        | Spojené státy americké                              |
| 1979 | Plechový bubínek (Die Blechtrommel)                             | Volker Schlöndorff                          | Západní Německo                                     |
| 1980 | All That Jazz                                                   | Bob Fosse                                   | Spojené státy americké                              |
| 1980 | Kagemuša (影武者)                                               | Akira Kurosawa                              | Japonsko                                            |
| 1981 | Člověk ze železa (Człowiek z żelaza)                            | Andrzej Wajda                               | Polsko                                              |
| 1982 | Nezvěstný                                                       | Costa-Gavras                                | Řecko                                               |
| 1982 | Cesta (Yol)                                                     | Yılmaz Güney a Şerif Gören                  | Turecko                                             |
| 1983 | Balada o Narajamě (楢山節考, Narayama bushiko)                  | Šóhei Imamura                               | Japonsko                                            |
| 1984 | Paříž, Texas                                                    | Wim Wenders                                 | Západní Německo                                     |
| 1985 | Otec na služební cestě (Otac na službenom putu)                 | Emir Kusturica                              | Jugoslávie                                          |
| 1986 | The Mission                                                     | Roland Joffé                                | Spojené království                                  |
| 1987 | Pod sluncem Satanovým (Sous le soleil de Satan)                 | Maurice Pialat                              | Francie                                             |
| 1988 | Pelle Dobyvatel (Pelle erobreren)                               | Bille August                                | Dánsko                                              |
| 1989 | Sex, lži a video                                                | Steven Soderbergh                           | Spojené státy americké                              |
| 1990 | Zběsilost v srdci                                               | David Lynch                                 | Spojené státy americké                              |
| 1991 | Barton Fink (unanimously)                                       | Joel a Ethan Coen                           | Spojené státy americké                              |
| 1992 | The Best Intentions (Den goda viljan)                           | Bille August                                | Dánsko                                              |
| 1993 | Sbohem, má konkubíno (霸王別姬, Bàwáng bié jī)                  | Chen Kaige                                  | Čína                                                |
| 1993 | Piano                                                           | Jane Campion                                | Nový Zéland                                         |
| 1994 | Pulp Fiction                                                    | Quentin Tarantino                           | Spojené státy americké                              |
| 1995 | Underground (Подземље, Podzemlje)                               | Emir Kusturica                              | Jugoslávie                                          |
| 1996 | Tajnosti a lži                                                  | Mike Leigh                                  | Spojené království                                  |
| 1997 | Chuť třešní (طعم گيلاس, Ta'm-e gīlās)                           | Abbas Kiarostami                            | Írán                                                |
| 1997 | Unagi (''うなぎ, Unagi)                                         | Šóhei Imamura                               | Japonsko                                            |
| 1998 | Věčnost a den (Mia aioniotita kai mia mera)                     | Theo Angelopoulos                           | Řecko                                               |
| 1999 | Rosetta                                                         | Luc a Jean-Pierre Dardenne                  | Belgie                                              |
| 2000 | Tanec v temnotách                                               | Lars von Trier                              | Dánsko                                              |
| 2001 | Pokoj mého syna (La stanza del figlio)                          | Nanni Moretti                               | Itálie                                              |
| 2002 | Pianista                                                        | Roman Polanski                              | Polsko                                              |
| 2003 | Elephant                                                        | Gus Van Sant                                | Spojené státy americké                              |
| 2004 | Fahrenheit 9/11                                                 | Michael Moore                               | Spojené státy americké                              |
| 2005 | Dítě (L'enfant)                                                 | Luc a Jean-Pierre Dardenne                  | Belgie                                              |
| 2006 | Zvedá se vítr                                                   | Ken Loach                                   | Irsko& Spojené království                           |
| 2007 | 4 měsíce, 3 týdny a 2 dny (4 luni, 3 săptămâni şi 2 zile)       | Cristian Mungiu                             | Rumunsko                                            |
| 2008 | Mezi zdmi (Entre les murs)                                      | Laurent Cantet                              | Francie                                             |
| 2009 | Bílá stuha (Das weiße Band, Eine deutsche Kindergeschichte)     | Michael Haneke                              | Rakousko                                            |
| 2010 | Strýček Búnmí (ลุงบุญมีระลึกชาติ)                                    | Apichatpong Weerasethakul                   | Thajsko                                             |
| 2011 | Strom života (The Tree of Life)                                 | Terrence Malick                             | Spojené státy americké                              |
| 2012 | Láska (Amour)                                                   | Michael Haneke                              | Rakousko                                            |
| 2013 | Život Adele (Vie d'Adèle, La)                                   | Abdellatif Kechiche                         | Francie                                             |
| 2014 | Zimní spánek (film) (Winterschlaf)                              | Nuri Bilge Ceylan                           | Turecko                                             |
| 2015 | Dheepan (Dheepan)                                               | Jacques Audiard                             | Francie                                             |
| 2016 | Já, Daniel Blake (I, Daniel Blake)                              | Ken Loach                                   | Spojené království                                  |
| 2017 | Čtverec (film) (The Square)                                     | Ruben Östlund                               | Švédsko                                             |
| 2018 | Zloději (film) (Shoplifters)                                    | Hirokazu Kore'eda                           | Japonsko                                            |
| 2019 | Parazit                                                         | Pong Čun-ho                                 | Jižní Korea                                         |
| 2020 | Festival zrušen z důvodu pandemie COVID-19.                     | Festival zrušen z důvodu pandemie COVID-19. | Festival zrušen z důvodu pandemie COVID-19.         |
| 2021 | Titane                                                          | Julia Ducournau                             | Francie                                             |
| 2022 | Trojúhelník smutku                                              | Ruben Östlund                               | Švédsko                                             |
| 2023 | Anatomie pádu                                                   | Justine Trietová                            | Francie                                             |
| 2024 | Anora                                                           | Sean Baker                                  | Spojené státy americké                              |
| 2025 | Drobná nehoda (یک تصادف ساده)                                   | Džafar Panahí                               | Írán                                                |